# Taxithelium samoanum
Taxithelium samoanum är en bladmossart som beskrevs av Mitten 1871. Taxithelium samoanum ingår i släktet Taxithelium och familjen Sematophyllaceae. Inga underarter finns listade i Catalogue of Life.